# Emil Crișan
Emil Crișan (n. 15 august 1957) este un fost deputat român în legislatura 2000-2004, ales în județul Alba pe listele partidului PRM. Emil Crișan a fost membru în grupurile parlamentare de prietenie cu Republica Polonă și Republica Franceză-Adunarea Națională.

## Legături externe
- Emil Crișan[nefuncțională]
 la cdep.ro